# Cuaespinós estriat
El cuaespinós estriat (Leptasthenura striata) és una espècie d'ocell de la família dels furnàrids (Furnariidae) que viu als vessants amb malessa i cactus dels Andes, a l'oest de Perú i nord de Xile.